# Фріц Кребс
Фріц Кребс (нім. Fritz Krebs; 26 листопада 1896, Котбус, Німецька імперія — 16 липня 1917, Зоннебеке, Бельгія) — німецький льотчик-ас, віцефельдфебель Імперської армії.

## Біографія
Учасник Першої світової війни. У травні 1917 року вступив у 6-ту винищувальну ескадрилью. Після здобуття восьми перемог Кребс був збитий і загинув 16 липня 1917 року о 19:45, на північ від Зоннебеке.